# チャド・アレン
ジョン・チャド・アレン（John Chad Allen , 1975年2月6日 - ）は、アメリカ合衆国・テキサス州ダラス出身の元プロ野球選手（外野手）。右投右打。

## 経歴

### プロ入り前
1996年のアトランタオリンピックの野球アメリカ合衆国代表メンバーとして銅メダルを獲得。

### プロ入りとツインズ時代
1996年のMLBドラフト4巡目（全体97位）でミネソタ・ツインズから指名され、プロ入り。
1999年4月6日のトロント・ブルージェイズ戦でメジャーデビューを果たす。

### ツインズ退団後
2002年はクリーブランド・インディアンス、2003年はフロリダ・マーリンズ、2004年と2005年はテキサス・レンジャーズでプレーした。
2006年はカンザスシティ・ロイヤルズ傘下のAAA級オマハ・ロイヤルズで打率.314・14本塁打・78打点の成績を残した。同年夏に行われた北京オリンピック予選ではアメリカ代表の4番を打った。

### オリックス時代
2006年10月、オリックス・バファローズと契約し高知秋季キャンプから参加。2007年1月27日、同じく新外国人のランス・カーター、グレッグ・ラロッカと共に入団記者会見を行った。
開幕当初からスタメンで起用され、第3戦の3月27日の北海道日本ハムファイターズ戦（京セラドーム大阪）では、同点で迎えた満塁の場面で金村曉から決勝2点適時二塁打を放ったが、これは2004年から継続していたチームの対金村の連敗を15で止める一撃となった。翌々日に外国人枠の関係でダン・セラフィニと入れ替わりで登録抹消されたが、セラフィニの不振・故障もあって5月中旬に再昇格。
再昇格後は、タフィ・ローズやラロッカの助言を受けつつ、徐々に調子を上げ続けていき、激しい外野争いにあって一時は打率が3割を超す程に安定した成績を残した。「右打ちの上手い外国人」と評されるように、逆らわずに右方向へ打ち返す打撃が持ち味で、得点圏打率は.321（84打数27安打）を記録するなど勝負強さも光った。結局、チーム3位の打率.286、チーム5位となる打点34を記録したが、本塁打はわずか4本塁打に留まり迫力に欠けた。11月8日に来期の契約を結ばないことが発表され、退団となった。

### 引退後
引退後の2013年から2014年まではAA級ニューブリテン・ロックキャッツ、2015年はAA級チャタヌーガ・ルックアウツ、2016年から2018年まではAAA級ロチェスター・レッドウイングスと、ミネソタ・ツインズ傘下のマイナー球団で打撃コーチを歴任した。
2019年からはシカゴ・カブス傘下に転じ、AA級テネシー・スモーキーズの打撃コーチに就任した。

## 薬物問題
2007年12月13日、ミッチェル報告書の中で薬物使用の疑いがある選手としてアレンの名前が挙げられた。アレンは、連邦捜査官の捜査に協力する姿勢を示し、報告書の調査スタッフによる聴取にも応じている。ニューヨーク・メッツの元クラブハウス従業員であるカーク・ラドムスキーはアレンが関与するウィンストロール、テストステロン、デカ・デュラボリンを販売する取引を3から5度行ったと確信していた。クリス・ドネルスによってアレンを紹介されたと述べたが、ドネルスはアレンを紹介した事について否定している。アレンはアナボリックステロイドを購入した事については認めたが、その使用期間については「2003年のオフのみ右膝の怪我の回復を早めるために使用していた」と述べた。

## 人物
温厚な性格で、タフィ・ローズやトム・デイビーら外国人選手が怒り出すと、率先して止めに入る姿が多く見られた。加えてひょうきんな性格でもあり、ベンチに現れた際に「ボクハ、チャド・アレンデス！」と大声で日本語で自己紹介をしたり、イベント中に一塁ベースへ向かうときに、満面の笑みを浮かべながら、ずっコケるパフォーマンスを披露したりと、様々なエピソードがある。
メジャー在籍時には、マック鈴木、伊良部秀輝、大家友和、小宮山悟、木田優夫、長谷川滋利らと対戦したことがある。また、1999年7月15日には当時シカゴ・カブスに所属していたダン・セラフィニ（元オリックス）と2度対戦している（ショートゴロ、四球）。
2007年6月10日の対広島戦（広島市民球場）では、ラロッカやローズの代わりに4番で起用され、4回表に高橋建からポテンヒットを放って出塁。続く下山真二の打席で、二遊間が余所見をしている隙を突いた大胆な走塁を行ったが、この際に高橋が悪送球をしたため、アレンは更に三塁まで進塁した。あまりに異様な出来事だったため、球場全体が「何が起こったのか？」という雰囲気に包まれた。ただし、後続が凡退したために、アレンは本塁に生還できなかった。
私設応援団が2007年から使用している「助っ人テーマ」の応援歌を最初に適用された外国人選手である。

## 詳細情報

### 年度別打撃成績
| 年 度    | 球 団      | 試 合 | 打 席 | 打 数 | 得 点 | 安 打 | 二 塁 打 | 三 塁 打 | 本 塁 打 | 塁 打 | 打 点 | 盗 塁 | 盗 塁 死 | 犠 打 | 犠 飛 | 四 球 | 敬 遠 | 死 球 | 三 振 | 併 殺 打 | 打 率 | 出 塁 率 | 長 打 率 | O P S |
| -------- | ---------- | ----- | ----- | ----- | ----- | ----- | -------- | -------- | -------- | ----- | ----- | ----- | -------- | ----- | ----- | ----- | ----- | ----- | ----- | -------- | ----- | -------- | -------- | ----- |
| 1999     | MIN        | 137   | 523   | 481   | 69    | 133   | 21       | 3        | 10       | 190   | 46    | 14    | 7        | 1     | 2     | 37    | 1     | 2     | 89    | 10       | .277  | .330     | .395     | .725  |
| 2000     | MIN        | 15    | 55    | 50    | 2     | 15    | 3        | 0        | 0        | 18    | 7     | 0     | 2        | 0     | 1     | 3     | 0     | 1     | 14    | 1        | .300  | .345     | .360     | .705  |
| 2001     | MIN        | 57    | 195   | 175   | 20    | 46    | 13       | 2        | 4        | 75    | 20    | 1     | 2        | 0     | 1     | 19    | 1     | 0     | 37    | 7        | .263  | .333     | .429     | .762  |
| 2002     | CLE        | 5     | 11    | 10    | 0     | 1     | 1        | 0        | 0        | 2     | 0     | 0     | 0        | 1     | 0     | 0     | 0     | 0     | 2     | 1        | .100  | .100     | .200     | .300  |
| 2003     | FLA        | 12    | 25    | 24    | 2     | 5     | 1        | 1        | 0        | 8     | 0     | 0     | 0        | 0     | 0     | 0     | 0     | 1     | 5     | 1        | .208  | .240     | .333     | .573  |
| 2004     | TEX        | 20    | 63    | 58    | 4     | 14    | 4        | 1        | 0        | 20    | 6     | 0     | 1        | 2     | 1     | 2     | 0     | 0     | 13    | 1        | .241  | .262     | .345     | .607  |
| 2005     | TEX        | 21    | 56    | 53    | 5     | 15    | 1        | 1        | 0        | 18    | 5     | 0     | 1        | 1     | 0     | 2     | 0     | 0     | 13    | 2        | .283  | .309     | .340     | .649  |
| 2007     | オリックス | 78    | 300   | 290   | 28    | 83    | 14       | 1        | 4        | 111   | 34    | 2     | 1        | 0     | 2     | 8     | 0     | 0     | 54    | 10       | .286  | .303     | .383     | .686  |
| MLB：7年 | MLB：7年   | 267   | 928   | 851   | 102   | 229   | 44       | 8        | 14       | 331   | 84    | 15    | 13       | 5     | 5     | 63    | 2     | 4     | 173   | 23       | .269  | .321     | .389     | .710  |
| NPB：1年 | NPB：1年   | 78    | 300   | 290   | 28    | 83    | 14       | 1        | 4        | 111   | 34    | 2     | 1        | 0     | 2     | 8     | 0     | 0     | 54    | 10       | .286  | .303     | .383     | .686  |

### 年度別守備成績
| 年 度 | 球 団 | 中堅（CF） | 中堅（CF） | 中堅（CF） | 中堅（CF） | 中堅（CF） | 中堅（CF） | 左翼（LF） | 左翼（LF） | 左翼（LF） | 左翼（LF） | 左翼（LF） | 左翼（LF） | 右翼（RF） | 右翼（RF） | 右翼（RF） | 右翼（RF） | 右翼（RF） | 右翼（RF） |
| 年 度 | 球 団 | 試 合      | 刺 殺      | 補 殺      | 失 策      | 併 殺      | 守 備 率   | 試 合      | 刺 殺      | 補 殺      | 失 策      | 併 殺      | 守 備 率   | 試 合      | 刺 殺      | 補 殺      | 失 策      | 併 殺      | 守 備 率   |
| ----- | ----- | ---------- | ---------- | ---------- | ---------- | ---------- | ---------- | ---------- | ---------- | ---------- | ---------- | ---------- | ---------- | ---------- | ---------- | ---------- | ---------- | ---------- | ---------- |
| 1999  | MIN   | -          | -          | -          | -          | -          | -          | 133        | 267        | 9          | 7          | 3          | .975       | 1          | 0          | 0          | 0          | 0          | ----       |
| 2000  | MIN   | -          | -          | -          | -          | -          | -          | 2          | 6          | 0          | 0          | 0          | 1.000      | 13         | 20         | 2          | 0          | 2          | 1.000      |
| 2001  | MIN   | -          | -          | -          | -          | -          | -          | 16         | 31         | 1          | 1          | 0          | .970       | 15         | 26         | 2          | 1          | 0          | .966       |
| 2002  | CLE   | -          | -          | -          | -          | -          | -          | 3          | 4          | 0          | 0          | 0          | 1.000      | 1          | 0          | 0          | 0          | 0          | ----       |
| 2003  | FLA   | 1          | 1          | 0          | 0          | 0          | 1.000      | 6          | 10         | 1          | 0          | 0          | 1.000      | 2          | 2          | 0          | 0          | 0          | 1.000      |
| 2004  | TEX   | -          | -          | -          | -          | -          | -          | 12         | 13         | 0          | 0          | 0          | 1.000      | 1          | 1          | 0          | 0          | 0          | 1.000      |
| 2005  | TEX   | -          | -          | -          | -          | -          | -          | 1          | 0          | 0          | 0          | 0          | ----       | 1          | 1          | 0          | 0          | 0          | 1.000      |
| MLB   | MLB   | 1          | 1          | 0          | 0          | 0          | 1.000      | 173        | 331        | 11         | 8          | 3          | .977       | 34         | 50         | 4          | 1          | 2          | .982       |

### 記録
NPB
- 初出場・初先発出場：2007年3月24日、対福岡ソフトバンクホークス1回戦（福岡 Yahoo! JAPANドーム）、6番・右翼手で先発出場
- 初打席・初安打：同上、1回表に斉藤和巳から遊撃内野安打
- 初打点：2007年3月27日、対北海道日本ハムファイターズ1回戦（京セラドーム大阪）、6回裏に金村曉から中越決勝2点適時二塁打
- 初盗塁：2007年6月10日、対広島東洋カープ3回戦（広島市民球場）、4回表に二盗（投手：高橋建、捕手：石原慶幸）
- 初本塁打：2007年6月17日、対東京ヤクルトスワローズ4回戦（京セラドーム大阪）、10回裏に花田真人から左越サヨナラソロ

### 背番号
- 31 (1999年 - 2001年、2016年)
- 9 (2002年)
- 21 (2003年)
- 13 (2004年 - 2005年)
- 25 (2007年)